# Кострина
Ко́стрина — село в Україні, у Ужгородському районі Закарпатської області. Населення — 992 осіб. Центр Костринської громади та сільради.

## Географія
Село розташоване у верхній гірській частині долини річки Уж. Через село проходять автомобільна дорога Н13 та залізниця (станції Кострино та 202 км).

## Історія
Вперше писемна згадка про село відноситься до 1409 року при розслідуванні справи крадіжки череди свиней із села Чертіж, що у Східній Словаччині. Обвинувачений шолтис Ванча з групою односельців повинен був бути присутнім на суді у Великому Березному. Село відносилося до замкової домінії Другетів. Можливо, село було засноване раніше[джерело?].
У 1560-х у селі нараховується 17 родин. після скасування кріпацтва, а саме у податкових списках 1715 року тут нараховується лише 11 родин.
Долиною Ужа проходила крайнянська дорога з митницею. Відомо що вона існувала з XVI століття.

## Символіка
Найдавніша в Закарпатті печатка села Кострина містила зображенням ведмедя. Існує версія, що саме ця печатка стала прообразом герба усього Закарпаття. На основі печатки була створена кольорова реконструкція герба: "у срібному полі на зеленому вигнутому тонкому підніжжі червоний здиблений ведмідь".

## Населення
Згідно з переписом УРСР 1989 року чисельність наявного населення села становила 1213 осіб, з яких 577 чоловіків та 636 жінок.
За переписом населення України 2001 року в селі мешкало 1085 осіб.

### Мова
Розподіл населення за рідною мовою за даними перепису 2001 року:
| Мова            | Кількість | Відсоток |
| --------------- | --------- | -------- |
| українська      | 1097      | 99.01%   |
| російська       | 9         | 0.81%    |
| білоруська      | 1         | 0.09%    |
| інші/не вказали | 1         | 0.09%    |
| Усього          | 1108      | 100%     |

## Пам'ятки

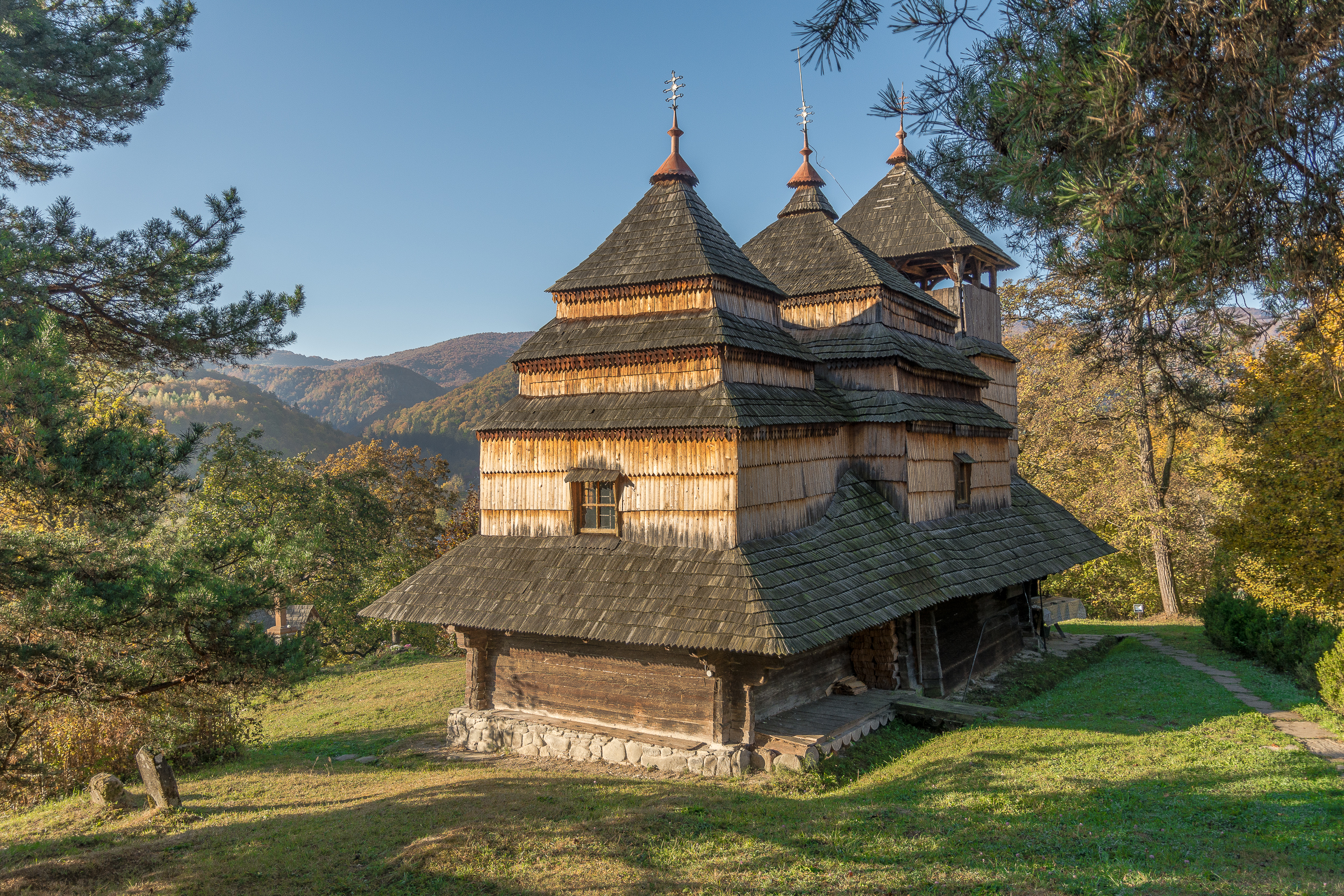
Дерев'яна церква Покрови

- Церква Покрови, 1645, 1761

З 1891 до 1901 р. в Кострині служив священник Михайло Лендел, котрий за ці 10 років написав хроніку духовного та господарського життя сіл Кострино та Сіль. Багато фактів місцевої історії було записано від унікального чоловіка — довгожителя Георгія Чурея, який прожив 130 років (помер у 1897 р.) і, за висловом священика, був верховинським Нестором-літописцем.
Кострино завжди було парохією, а Сіль — філією. Першу фару і церкву з смереки було збудовано в 1451 р. на старому кладовищі в Нижній Розтоці, яка вважалася частиною Кострина. Друга дерев'яна церква, збудована в 1602 p., стояла в тій частині села, що зветься Старе Кострино, недалеко від місця теперішньої церкви. Ця церква простояла 43 роки, досить швидко занепала і тоді на третьому місці, в урочищі Сигот у 1645 р. поставили третю церкву, перевезену з села Сянки Турківського повіту Галичини. У 1703 р. церкву перенесли на теперішнє місце, бо на Сиготі споруді часто загрожували розливи річки Уж.
За версією деяких дослідників, церкву було збудовано в Сянках в 1645 p., як класичну бойківську, тризрубну, триверху споруду з домінуючим центральним верхом, а у Кострино її перевезли в 1703 р. Якщо ця версія відповідає дійсності, то в урочищі Сигот стояла інша церква, попередниця бойківського шедевра.
Народний переказ твердить, що селяни, обираючи місце для церкви, довго вагалися і переносили деревину з урочища Кошарки в урочище Дорошавиця і навпаки, аж поки не встановили храм на Дорошавиці. В єпископській візитації 1751 р. згадується добра дерев'яна церква, забезпечена всіма образами, всіма церковними книгами та двома дзвонами, а парохів було два — Григорій Кропинський, рукоположений ще єпископом Декамелісом, та Георгій Стопинський.
У 1761 р. церкву відремонтували з частковою перебудовою (на церкві є напис — АΨξА Ф ЗБУДО). Парох М.Лендєл вважав, що саме тоді постали три верхи, але це помилка, бо ще в Сянках церква мала бойківську форму. Можливо, в 1761 р. надбудували вежу над бабинцем і вона стала вищою за центральне шатро, хоча о. М.Лендєл пише, що надбудова вежі відбулася під час великого ремонту в 1898 р. Тоді було виготовлено 30 тисяч шинґлів вартістю 1 австрійський форинт і 20 крейцерів за тисячу та 2 форинти 40 крейцерів за виготовлення тисячі й перекрито всі дахи, оновлено іконостас. Увесь ремонт коштував 500 форинтів.
Іконостас походив з 1645 р., хоча отець М. Лендєл називає також 1596 р. Ікони, намальовані на липових дошках, потемніли від покриття лаком впродовж століть, зазначено лакування в 1832 та 1894 роках. Давніше церква в Кострині була присвячена св. Миколаю, а після зміни присвяти на Покровську порядок намісних ікон було змінено. В 1896 р. священник зробив опис церковних речей. Багато оздоблене Євангеліє купив у 1871 р. вже згаданий Георгій Чурей з дружиною Марією Кевпович за 40 форинтів, старе Євангеліє датоване 1691 p., Летургікон замовив поштою зі Львова Петро Калинич з дружиною Марією Мачак за 26 форинтів.
У період ремонту 1898 р. постало питання про дзвони. Найбільший дзвін було конфісковано на військові потреби під час визвольної війни угорців на чолі з Лайошом Кошутом у 1848—1849 p., а ті, що лишилися, мали поганий голос. У 1898 р. від Шандора Ласло, ливарника з Малих Ґеївців, купили три дзвони вагою 130, 54 і 32 кг, за що ливарник отримав 310 форинтів та два старі дзвони. Дуже скоро громада висловила незадоволення малими розмірами дзвонів і в 1899 р. знову звернулася до Ш. Ласло і замовила більші дзвони, повернувши йому два менші з попереднього комплекту. В той період громаду очолювали півцевчитель Василь Гумен, куратори Іван Микитич, Іван Риган та новообрані куратори Іван Майдич (Ґондорчин) і Василь Догунчак. Дзвонарем був Михайло Торомбач. У селі проживали 802 греко-католики, 6 римо-католиків та 80 юдеїв.
Зі священників особливо запам'яталися ревний і невтомний Олександр Данилович (служив з 1848 до 1853 p.), що переважно власним коштом збудував фару, насадив фруктовий сад, запроваджував прогресивні методи землеробства; Василь Леґеза (1855—1893), що розбудовував парохію, Августин Ґулович (1874—1884), що заснував пасіку, спорудив у Кострині і Солі кам'яні школи і, звичайно, Михайло Лендєл (1891—1901), що залишив нащадкам безцінну хроніку сіл Кострино і Сіль. Біля церкви поховано священників О. Даниловича, В. Леґезу, Йосипа Герзанича, можливо, Федора Герзанича, Миколу Петрика, Олександра Саксуна.
За радянської влади місцевого священика Йосипа Сабова засудили в 1950 р. на 25 років каторги. Повернувся в 1955 р.
Костринська церква належить до видатних пам'яток української архітектури. Протягом XX ст. зображення церкви з'являлося багато разів у популярних виданнях та в спеціальній літературі. Чари споруди ховаються в таємницях пропорцій, у розмірах церкви, у лініях її силуету. З кожного боку церква сприймається як бездоганно завершений художній твір, ідеально вписаний у навколишній розкішний ландшафт. Довжина церкви складає 15 м, ширина — 7 м, висота вежі від фундаменту — 14 м. За обмірами в інтер'єрі вівтарний зруб має довжину 3,7 м, ширину 4,2 м, нава — 6,1 на 5,9 м, бабинець — 3,6 на 4,1 м. Висота бабинця — 2,5 м, висота нави і вівтаря — 13 м. Вхідні двері мають висоту 1,55 м, ширину — 0,9 м. Розміри вікон — 0,8 на 0,65 м.
Внаслідок надбудови каркасної вежі-дзвіниці церква набула певної динамічності з наростанням форм зі сходу на захід, що максимально наблизило її до церков лемківського стилю. Наприкінці 1970-х років церкву вкрили новим ґонтом. Старі хрести, вкриті в основі кулеподібними майоліковими формами, замінено майже ідентичними, зробленими з оцинкованої бляхи місцевим умільцем Василем Дідиком. Чотирирядний іконостас було перемальовано ще в 1950-х роках. У 1976 р. інтер'єр оббили картоном.
Ще в 1865 р. куратори І. Микитич та І. Риган замовили план нової мурованої церкви. План виконав приватний інженер Андрій Андрейкович за 150 форинтів. Готуючись до будівництва, селяни обрали ділянку, що прилягала до саду священика, а частину землі взяли з ділянки Дідиків з тим, що їм буде відшкодовано в іншому місці. Очевидно, через відсутність коштів кам'яну базилічну церкву так і не було споруджено.
Неподалік від села розташовані лісові заказники місцевого значення: «Уличанка» і «Дубова», а також гідрологічні пам'ятки природи місцевого значення: Джерело № 2 (Кострино) та Джерело № 11 (Кострино).

## Туристичні місця
- Костринська лагуна
- Дерев'яний храм XVIII ст.
- 3. Костринський мінеральний гейзер
- гора Яворник
- урочище Дубовий гай
- поляна мінеральних джерел
- Костринські річкові вулканічні пороги на Ужі
- Ловля річкових раків
- Залишки лінії Арпада (SzentIstvanVonal)
- стежка «Стара вузькоколійка»[джерело?]

## Відомі люди
- Дідик Іван Михайлович — український закарпатський художник. Викладач в Ужгородському коледжі мистецтв ім. А. Ерделі та Закарпатському художньому інституті, (відмінник освіти), член Національної спілки художників України[1]. Іван Дідик є представником закарпатської школи живопису, пейзаж та натюрморт — основні теми його творчості. Досконале володіння технікою пастелі, надає його творам особливий впізнаваний стиль. Характерною для митця, є також техніка малярства на склі, як продовження традиції Закарпатського народного мистецтва.
- Грунянський Іван Іванович — український радянський партійний діяч, міністр лісової і деревообробної промисловості УРСР. Депутат Верховної Ради УРСР 7—11-го скликань. Член Ревізійної комісії КПУ в 1976—1981 р.